# Милейковский сельсовет
Милейковский сельсовет — административная единица на территории Ивацевичского района Брестской области Республики Беларусь. Административный центр — агрогородок Милейки.

## Состав
Милейковский сельсовет включает 15 населённых пунктов:
- Галик — деревня.
- Булла — деревня.
- Бусяж — деревня.
- Гладыши — деревня.
- Галынка — деревня.
- Гривда — деревня.
- Доргужи — деревня.
- Дубитово — деревня.
- Жемойдяки — деревня.
- Кулеши — деревня.
- Лозовцы — деревня.
- Милейки — агрогородок.
- Рацкевичи — деревня.
- Соковцы — деревня.
- Хороща — деревня.

## Промышленность и сельское хозяйство
- СПК «Милейки», производственный участок «Гривда» ОАО «Ивацевичиагротехсервис».

## Социальная сфера
- ГУО «Милейковская базовая школа», ГУО «Гривденская школа-сад».
- Гривденская сельская библиотека-клуб, Милековский сельский Дом культуры, сельская блиотека агрогородок Милейки, Дом социальных услуг деревня Дубитово.
- Фельдшерско-акушерские пункты: агрогородок Милейки, деревня Бусяж, деревня Гривда.
- Комплексный приёмный пункт агрогородок Милейки.